# Schwannomatózis
A schwannomatózis a neurofibromatózis ritka formája, amelyet csak nemrég fedeztek fel, és úgy tűnik, hogy 40 000 emberből 1-et érint. Csakúgy, mint az NF1 és NF2 esetében, a schwannomatózis is nagyon eltérő lefolyású az egyes betegeknél. Mivel csak nemrég azonosították ezt a betegséget, és mivel elég kevesen szenvednek benne, mostanáig elég nehezen tudták diagnosztizálni a betegséget. Így a betegségre vonatkozó diagnosztikai kritériumok is elég vázlatosak még, s idővel bővülni fognak, ahogy egyre újabb eseteket fedeznek fel.

## Schwannomatózis megjelenési formája
Az ebben a betegségben szenvedő embereknél többszörös schwannomák fejlődnek ki az agyi, gerincvelői ill. a perifériás idegekben, de nem alakulnak ki náluk vesztibuláris tumorok, és nem süketülnek meg. Szintén nem alakul ki náluk meningeoma (egy bizonyos agydaganat), ependymoma (gerincvelői- ill. agykamra daganat) és astrocytoma (halánték-, homloklebeny daganat), és nincsenek tanulási nehézségeik.
A schwannomatózisban szenvedő embereknek a legnagyobb problémát az óriási és állandó fájdalom jelenti, mely túlszárnyalja a neurológiai problémákat.
A schwannomatózis első tünete legtöbbször a fájdalom, ami bármely testrészben megjelenhet. Sok beteg évekig jár orvostól orvosig, míg a fájdalom okát megállapítják, mivel csak kevés, vagy egyáltalán semmilyen neurológiai tünetük nincs.

## A schwannomákról
A schwannomák és a neurofibrómák is a perifériás idegeket körülvevő ideghüvelyben alakulnak ki. A schwannomák nagyon homogén, egységes tumorok, amelyek csak ideghüvely sejteket, vagy schwann sejteket tartalmaznak. Az ideg külső részén találhatók, néha az ideget arrébb nyomják, vagy nekinyomják a csontoknak, ami problémákat okozhat.
A neurofibrómák ezzel szemben nagyon heterogén tumorok, amik mindenféle sejtfajtát megtestesíthetnek. A neurofibrómák benyomulnak az idegekbe, és szétterülnek az idegrostokban.
A schwannomatózisban szenvedő betegek tumorai nem válnak rosszindulatúvá, míg az NF1 és NF2 esetében ez elég gyakran előfordul.

## A schwannomatózis genetikája
A schwannomatózis is genetikai eredetű betegség, de az NF1 és NF2-vel ellentétben még nem teljesen tisztázott az öröklődési menete. A schwannomatózis gyakran átugrik generációkat, ezért olyan távoli családtagoknál, akiknek tisztázatlan eredetű fájdalmaik és neurológiai problémáik vannak, gyanítható, hogy esetleg érintettek ebben a betegségben.
A schwannomatózis génjét, amit INI1-nek neveznek, 2007-ben azonosították először. Azóta a schwannomatózis kutatása egyre gyorsabban fejlődik, s újabban bizonyíték merült fel arra, hogy az NF2 gén és esetleg más gének is szerepet játszanak a schwannomatózis kialakulásában.
A schwannomatózis gén, az INI1 genetikai tesztje ma már elérhető, de mivel más, eddig még nem teljesen tisztázott gének is közrejátszhatnak a betegség kialakulásában, ezért teljes schwannomatózis genetikai teszt ma még nem létezik.

## A schwannomatózis genetikai vizsgálata
A birminghami Alabama Egyetem humángenetikai laboratóriumában végeznek az INI1 gén mutációjára genetikai vizsgálatot, de mivel -mint ahogy az imént említettük- más gének is közrejátszhatnak a betegség kialakulásában, teljes genetikai teszt nem létezik.

## Schwannomatózis, vagy NF2?
Mint már említettük, a schwannomatózisban szenvedőknél nem alakul ki vesztibuláris tumor, s nem süketülnek meg. Ha egy betegnél többszörös schwannomát találnak, akkor először az NF2 lehetőségét kell kizárni, mielőtt kimondják a schwannomatózis diagnózisát.Olyan idősebb páciens esetében, akinél nincs halláskárosodás, az NF2 valószínűtlen. Fiatalabb személyeknél, vagy bárkinél, akinél többszörös schwannomák és halláskárosodás alakul ki, nagy érzékenységű agyalapi MRI felvétellel kell kizárni a vesztibuláris tumor és az NF2 lehetőségét.

## Szegmentális schwannomatózis
Még nem tudják miért, de a schwannomatózisban szenvedő betegek 1/3-ának szegmentális schwannomatózisa van, ami azt  jelenti, hogy a tumorok csak egy testrészre korlátozódnak, pl. a karra, a lábra, vagy a gerinc környékére.
A schwannomák relative lassan növekednek, s beavatkozást csak akkor igényelnek, ha a tünetek súlyosbodnak. Kezelése leginkább sebészi. Ha eltávolítják a tumorokat, a fájdalom legtöbbször alábbhagy, legalábbis addig amíg újabb tumorok ki nem alakulnak. A  sebészeti megoldáson kívül még az intenzív fájdalomcsillapításos kezelés jöhet szóba.
Gyógyszer ma még nem létezik a betegségre. 2005-ben dolgozták ki az első, vázlatos diagnosztikai kritériumot a betegségre, melyet a Children's Tumor Foundation tett közzé:

## Diagnosztikai kritériumok a betegségre I.
- Az egyén életkora 30 év fölött van
- Van 2 vagy több nem intradermális / bőr rétegei közötti / schwannomája, melyből legalább egyet szövettanilag is igazoltak
- Nincs jele vesztibuláris tumornak a nagy érzékenységű MRI felvételen
- Nincs bizonyított NF2 mutációja
- Vagy van egy szövettanilag igazolt nem vesztibuláris schwannomája, és van egy elsőfokú rokona, akire a fenti kritériumok ráillenek.

## Diagnosztikai kritériumok a betegségre II.
- Az egyén életkora 30 év alatt van
- Van 2 vagy több nem intradermális schwannomája, melyből legalább egyet szövettanilag is igazoltak.
- Nincs jele vesztibuláris tumornak a nagy érzékenységű MRI felvételen
- Nincs bizonyított NF2 mutációja

## Diagnosztikai kritériumok a betegségre III.
- Az egyén életkora 45 év felett van
- Van 2 vagy több nem intradermális schwannomája, melyből legalább egyet szövettanilag is igazoltak
- Nincs jele a 8. agyideg (hallóideg ) diszfunkciójának
- Nincs bizonyított NF2 mutációja
- Vagy radiológiai bizonyíték van egy nem vesztibuláris schwannomára, és egy elsőfokú rokonnál fennállnak a schwannomatózis kritériumai.

A szegmentális schwannomatózis diagnosztikai kritériumai:
Olyan egyének, akik a fent említett kritériumoknak megfelelnek, de a tumorok csak egy testrészre korlátozódnak : pl. a törzsre, vagy öt vagy kevesebb gerincközeli területre.

## Külső hivatkozások
- Neurofibromatózisos Betegek és Segítőik Társasága Archiválva 2010. április 26-i dátummal a Wayback Machine-ben